# Amphicteis sarsi
Amphicteis sarsi är en ringmaskart som beskrevs av McIntosh 1885. Amphicteis sarsi ingår i släktet Amphicteis och familjen Ampharetidae. Inga underarter finns listade i Catalogue of Life.